# Marica Hase
Marica Hase (長谷真理香, Hase Marika) est une actrice japonaise de films pornographiques, AV idol et Gravure idol née le 26 septembre 1981 à Tokyo au Japon.

## Biographie
Elle commence comme mannequin nu en 2007 et publie un livre photographique FANTASME en 2008.
En janvier 2013, elle est la Penthouse Pet du mois.

## Distinctions
- 2009 : Tinkle (てぃんくる賞?)[5]

## Filmographie sélective
- 2010 : Marika And Go Mixed Bathing Open-air Bus Tour
- 2011 : Dream Shower Brain Wash with White Juice
- 2012 : Asians Love Anal
- 2013 : Lesbian Beauties 9: Asian Beauties
- 2014 : Belladonna's Fucking Girls 8
- 2015 : Girl Train 5
- 2016 : Lesbian Beauties 17: Black and Asian
- 2017 : Lesbian Anal Sex Play
- 2018 : Lesbian Luxury